# Jacques Cazotte
Jacques Cazotte (Dijon, 17 de outubro de 1719 – Paris, 25 de setembro de 1792) foi um escritor francês. O monarquista que previu o Terror foi guilhotinado. 

## Vida
Nascido em Dijon, ele foi educado pelos jesuítas. Em seguida, Cazotte trabalhou para o Ministério da Marinha da França e, aos 27 anos de idade, obteve um cargo público na Martinica. Foi somente após seu retorno a Paris, em 1760, com o posto de comissário-geral, que ele fez sua estreia pública como autor. Suas primeiras tentativas, um romance falso e uma canção grosseira, ganharam tanta popularidade, tanto na Corte quanto entre o povo, que ele foi incentivado a tentar algo mais ambicioso. Assim, ele produziu seu romance, Les Prouesses inimitables d'Ollivier, marquis d'Edesse.
Cazotte escreveu vários contos orientais fantásticos, como o conto de fadas infantil La patte du chat (A pata do gato, 1741) e o humorístico Mille et une fadaises, Contes a dormir debout (As mil e uma loucuras, Contos para dormir direito, 1742). Seu primeiro sucesso foi com um "poema" em doze cantos, e em prosa misturada com verso, intitulado Ollivier (2 vols., 1762), seguido em 1771 por outro romance, Lord Impromptu. Mas a mais popular de suas obras foi Le Diable amoureux (O Diabo Apaixonado, 1772), um conto fantástico em que o herói cria o demônio. O valor da história está no cenário pitoresco e na habilidade com que seus detalhes são executados.
Cazotte copiou, adaptou e ampliou traduções francesas de contos que, de fato e supostamente, pertenciam às Mil e Uma Noites, fornecidas a ele pelo padre sírio Dom Denis Chavis. Essas histórias foram publicadas em Genebra em 1788-89, independentemente como Continuation des Mille et Une Nuits e, na antologia Cabinet des Fées, como Suites des Mille et Une Nuits (1788-1789).
Cazotte possuía uma facilidade extrema que, segundo se diz, ele teria escrito o sétimo canto da Guerre civile de Genève, de Voltaire, em uma única noite. Por volta de 1775, Cazotte abraçou o credo dos Illuminati e se declarou possuidor do poder da profecia. Foi sobre esse evento que Jean-François de la Harpe baseou seu famoso jeu d'esprit, no qual ele representa Cazotte profetizando os eventos mais minuciosos da Revolução Francesa. Perto do fim de sua vida, Cazotte tornou-se um seguidor do misticismo martinista de Martinez de Pasqually e tornou-se um "monarquista místico". Após a descoberta de algumas de suas cartas contrarrevolucionárias em agosto de 1792, Cazotte foi preso. Ele escapou por um tempo graças aos esforços de sua filha, mas foi guilhotinado em setembro.

## Escritos
Uma edição completa de sua obra foi publicada como Œuvres badines et morales, historiques et philosophiques de Jacques Cazotte (4 vols, 1816-1817), embora mais de uma coleção tenha sido publicada durante sua vida. A obra de Cazotte influenciou escritores de fantasia posteriores, como E. T. A. Hoffmann, Charles Nodier, Gérard de Nerval e Théophile Gautier.
- Prophetie de Cazotte (Reputado)
- Ollivier, 1762.
- Le Diable amoureux (O Diabo Apaixonado), 1772.
- A Thousand and One Follies, and His Most Unlooked-for Lordship. Traduzido para o inglês por Eric Sutton, com uma introdução de Storm Jameson, 1927.